# مانوئل دوم، امپراتور ترابوزان
مانوئل دوم مگاس کومننوس (به یونانی: Μανουήλ Β΄ Μέγας Κομνηνός، به لاتین: Manouēl II Megas Komnēnos) (زادهٔ پیرامون ۱۳۲۴ - درگذشتهٔ ۱۳۳۳) امپراتور امپراتوری ترابوزان به مدت ۸ ماه در ۱۳۳۲ بود. او احتمالاً پسر نامشروع آندرونیکوس سوم، امپراتور ترابوزان بود که پس از او در ژانویه ۱۳۳۲ و در سن ۸ سالگی بر تخت امپراتوری نشست.
پس از به قدرت رسیدن مانوئل، بایرام بیگ، امیر چلیبیه از خردسالی امپراتور جدید سواستفاد نمود و به ترابوزان حمله کرد. نیروهای او توانستند تا قلب کشور نیز پیش روند اما در نهایت با دادن تلفات بسیار مجبور به عقب‌نشینی شدند. اما علی‌رغم کسب این پیروزی، مانوئل کوچک و حامیانش از امنیت لازم برای باقی‌ماندن بر سر قدرت برخوردار نبودند.
جنایات آندرونیکوس سوم، پدر مانوئل، بر مردم ترابوزان چنان تأثیری گذاشته بود که باعث بروز دو دستگی میان آنان در پایتخت و حومه‌های شهرها شده بود. پایتخت‌نشینان از امپراتوری بیزانس حمایت می‌کردند و خواهان آن بودند تا باسیل کومننوس، عموی مانوئل از قسطنطنیه به ترابوزان بازگشته و حکومت را در دست گیرد. سرانجام مانوئل دوم پس از ۸ ماه حکومت از قدرت برکنار و درباریان طرفدار او نیز اعدام شدند. خود مانوئل نیز به‌دنبال شورشی که به طرفداری از او در ۱۳۳۳ اتفاق افتاده بود به فرمان عمویش در همان سال به‌قتل رسید.